# Regierung Donew I
Die Regierung Donew bildete seit dem 2. August 2022 bis zum 3. Februar 2023 die kommissarische Regierung von Bulgarien. Sie war die 100. Regierung Bulgariens und wurde von Präsident Rumen Radew eingesetzt, nachdem die Vier-Parteien-Koalition der amtierende Regierung Petkow zerbrach und sich keine Mehrheit im Parlament für eine neue Regierung bilden konnte. Die kommissarische Regierung mit Galab Donew als Ministerpräsident soll die vorgezogenen Parlamentswahlen im Oktober 2022 organisieren und während der Gaskrise 2022 und gestoppte Gaslieferungen seitens Gazprom die Lieferung für den Winter sichern. Sie löste die Regierung von Kiril Petkow ab. Dies ist die dritte vorgezogene Parlamentswahl seit 2021 – eine beispiellose Situation in der bulgarischen Geschichte, da die vorherigen Wahlen im Juli und November 2021 stattfanden.

## Kabinettsmitglieder

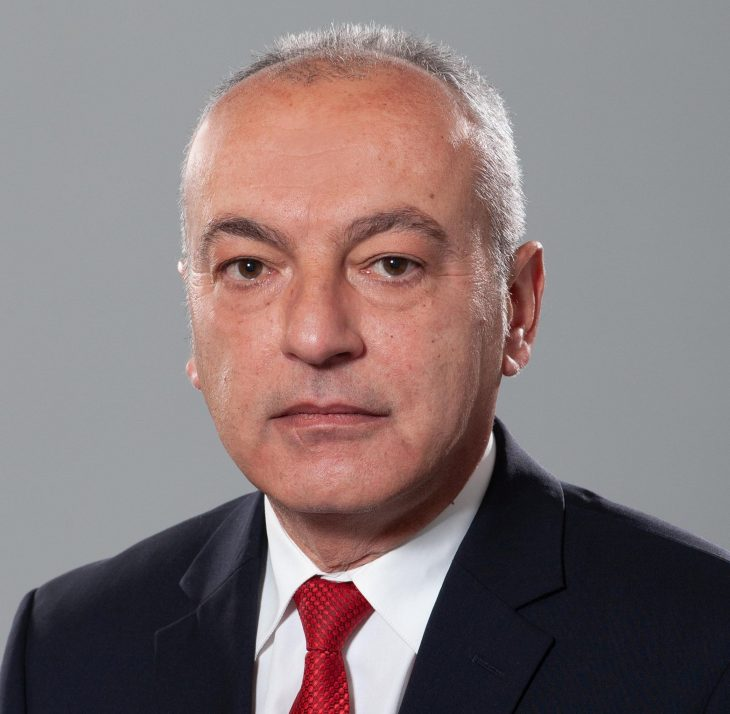
Ministerpräsident Galab Donew

| Amt | Name                         |
| --- | ---------------------------- |
| Ministerpräsident                                                                                            | Galab Donew                  |
| Stellvertretender Ministerpräsident für Wirtschafts- und Sozialpolitik Minister für Arbeit und Sozialpolitik | Lasar Lasarow                |
| Stellvertretender Ministerpräsident für öffentliche Ordnung und Sicherheit Innenminister                     | Iwan Demerdschiew            |
| Stellvertretender Ministerpräsident für das Management der europäischen Fonds                                | Atanas Pekanow               |
| Stellvertretender Ministerpräsident Minister für Verkehr, Informationstechnologie und Kommunikation          | Christo Aleksiew             |
| Finanzminister                                                                                               | Rossiza Welkowa-Schelewa     |
| Verteidigungsminister                                                                                        | Dimitar Stojanow             |
| Gesundheitsminister                                                                                          | Assen Medschidiew            |
| Ministerin für regionale Entwicklung und Raumplanung                                                         | Iwan Schischkow              |
| Minister für Bildung und Wissenschaft                                                                        | Schascho Penow               |
| Außenminister                                                                                                | Nikolaj Milkow               |
| Justizminister                                                                                               | Krum Sarkow                  |
| Kulturminister                                                                                               | Welislaw Minekow             |
| Minister für Umwelt und Wasser                                                                               | Rossitsa Karamfilowa-Blagowa |
| Minister für Land-, Ernährungs- und Forstwirtschaft                                                          | Jawor Getschew               |
| Wirtschaftsminister                                                                                          | Nikola Stojanow              |
| Energieminister                                                                                              | Rossen Christow              |
| Minister Innovation und wirtschaftliches Wachstum                                                            | Aleksandar Pulew             |
| Ministerin für Tourismus                                                                                     | Ilin Dimitrow                |
| Minister für Jugend und Sport                                                                                | Wessela Letschewa            |
| Minister für digitale Verwaltung                                                                             | Georgi Todorow               |